# Guerra de les Taronges
La Guerra de les Taronges va ser un breu conflicte militar que va enfrontar Portugal contra França i Espanya durant el 1801.
L'any 1801, Napoleó Bonaparte commina Portugal perquè trenqui la seva aliança tradicional amb Anglaterra i tanqui els seus ports als vaixells anglesos. En aquesta pretensió, va arrossegar Espanya (governada llavors pel ministre Manuel Godoy), mitjançant la signatura del tractat de sant Ildefons. Segons aquest tractat, Espanya es comprometia a declarar la guerra a Portugal si aquesta mantenia el seu suport als anglesos. Davant la negativa portuguesa a sotmetre's a les pretensions francoespanyoles, es desencadena la Guerra de les Taronges.

## Els exèrcits
L'exèrcit portuguès tenia als inicis de 1801 tan sols uns 2.000 soldats de cavalleria i 16.000 d'infanteria, comandats per D. João Carlos de Bragança Sousa e Ligne, duc de Lafões, que tenia 82 anys.
Per la banda espanyola, el mes de març, Manuel de Godoy fou nomenat comandant en cap de les tropes d'invasió amb uns efectius de 30.000 soldats.
Pel bàndol francès, cap al mes d'abril, les tropes sota el comandament del general Charles Victor Emmanuel Leclerc (cunyat de Napoleó Bonaparte), començaren a arribar a Espanya. A causa de la rapidesa del conflicte, les tropes franceses no entraren en combat.

## La campanya
La campanya militar tot just durà divuit dies entre el maig i el juny de 1801. En aquesta guerra l'exèrcit espanyol, que estava sota el comandament del mateix Godoy, ocupà successivament una dotzena i mitja de poblacions portugueses.
El 20 de maig l'exèrcit espanyol penetrava a Portugal per l'Alentejo, i ocupà sense resistència la plaça d'Olivença. Aquest fet es repetí amb les fortaleses de Juromenha, Arronches, Portalegre, Castelo de Vide, Barbacena i Ouguela.
La plaça forta de Campo Maior resistí durant divuit dies abans de caure amb honors militars, mentre que Elvas resistí amb èxit.
En 18 dies, l'exèrcit espanyol era senyor de tota la regió de l'Alto Alentejo.

## Conseqüències
La pau se signà a Badajoz el 6 de juny en el tractat de Badajoz, i fou ratificada en el tractat de Madrid de 1801, amb el qual es retornaven totes les conquestes a Portugal, amb l'excepció d'Olivença i el seu territori, que ja era un vell contenciós fronterer entre els dos països. La línia divisòria entre Espanya i Portugal en aquella zona es fixà en el riu Guadiana.
Encara que l'acord entre França i Espanya preveia que Portugal cedís a Espanya una o diverses províncies portugueses que representaven el vint-i-cinc per cent de la seva població metropolitana, per poder usar-les com a moneda de canvi i aconseguir la devolució o cessió de Gibraltar, l'illa de Trinitat i Malta, aquesta clàusula va ser obviada per Carles IV d'Espanya, amb gran disgust de Napoleó.
La Guerra de les Taronges rep aquest nom a causa del pomell de taronges que Manuel Godoy va enviar a la reina Maria Lluïsa mentre assetjava la ciutat d'Elvas:Godoy envià a la reina dos pomells de taronges collides prop d'Elvas amb el missatge: "em manca de tot, mes sense res partiré cap a Lisboa". Alguns historiadors veuen en aquest gest un indicatiu d'una relació més íntima entre Godoy i la reina Maria Lluïsa.